# Nasu (district)
Nasu (那須郡, Nasu-gun) is een district van de Japanse prefectuur Tochigi.
Op 1 april 2009 had het district een geschatte bevolking van 45.482 inwoners en een bevolkingsdichtheid van 80,5 inwoners per km². De totale oppervlakte bedraagt 565,15 km².

## Dorpen en gemeenten
- Nakagawa
- Nasu

## Geschiedenis
- Op 1 januari 2005 fusioneerde de stad Kuroiso  met de gemeenten Nishinasuno en Shiobara van het district Nasu  tot de nieuwe stad Nasushiobara.
- Op 1 oktober 2005  fusioneerden de gemeenten Ogawa en Bato van het district Nasu tot de nieuwe gemeente Nakagawa.
- Op 1 oktober 2005  werden de gemeenten Nasu en Karasuyama van het district Nasu samengevoegd tot de nieuwe stad Nasukarasuyama.
- Op 1 oktober 2005  werden de gemeenten  Kurobane en Yuzukami van het district Nasu aangehecht bij de stad Otawara.

Steden:
Ashikaga · Kanuma · Mōka · Nasukarasuyama · Nasushiobara · Nikkō · Ōtawara · Oyama · Sakura · Sano · Shimotsuke · Tochigi · Utsunomiya (hoofdstad) · Yaita

Districten:
Haga · Kawachi · Nasu · Shimotsuga · Shioya
Gemeenten per district